# 南丹附地菜
南丹附地菜（学名：Trigonotis nandanensis）是紫草科附地菜属的植物，是中国的特有植物。分布于中国大陆的广西等地，生长于海拔2,500米的地区，多生长于石质山地潮湿处，目前尚未由人工引种栽培。